# Romatsried
Romatsried ist ein Gemeindeteil von Eggenthal im schwäbischen Landkreis Ostallgäu in Bayern.
Das Dorf liegt circa zwei Kilometer südlich von Eggenthal und ist über die Kreisstraße OAL 3 zu erreichen.

## Baudenkmäler
Siehe auch: Liste der Baudenkmäler in Romatsried
- Katholische Kapelle St. Antonius von Padua